# Villa Ángela
Villa Ángela est une ville de la province du Chaco, en Argentine, et le chef-lieu du département de Mayor Luis Jorge Fontana. Elle est située à 170 km à l'ouest de Resistencia, la capitale de la province. Sa population s'élevait à 43 511 habitants en 2001. Villa Ángela est la troisième plus grande ville de la province.